# Кожухов, Виктор Иванович
Виктор Иванович Кожухов (род. 1 марта 1939, Куйбышев) — советский футболист, нападающий.
Воспитанник куйбышевского футбола. Первый мяч за «Крылья Советов» забил в первом же матче в классе «А» против «Молдовы» Кишинёв (3:0, 23 мая 1959 года) на 26 минуте. В 1959—1960 годах провел 13 матчей, забил 1 мяч. Чаще выступал за дубль команды.
В 1961 году уехал в «Балтику» Калининград, затем перешёл в команду «Спартак» (Рязань).